# Chapelhouse Reservoir
Das Chapelhouse Reservoir ist ein Stausee im Lake District in Cumbria in England, der von North West Water betrieben wird und der Wasserversorgung von Wigton dient.
Der obere River Ellen fließt, zuletzt von Südwesten kommend, dem Chapelhouse Reservoir im Süden zu und durchläuft ihn nach Norden; dort am Ausfluss mündet der Longlands Beck von rechts in ihn.